# Biboul Darouiche

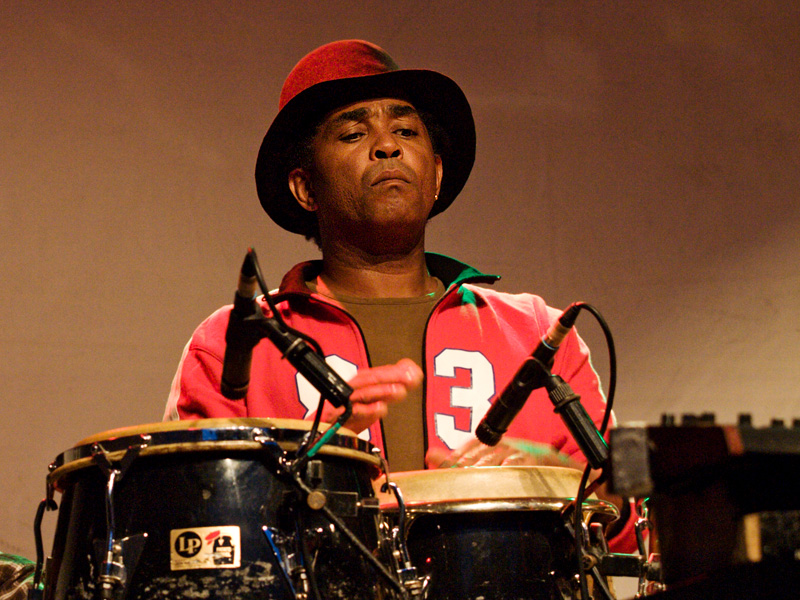
Biboul Darouiche, Offside Festival 2008

Biboul Darouiche (* 1963 in Yaoundé) ist ein kamerunischer Perkussionist und Komponist.

## Leben
Als er zwölf Jahre alt war, verließ Darouiches Familie Kamerun. Im Alter von 16 Jahren begann er seine Karriere als professioneller Percussionist. Heute lebt und arbeitet Darouiche hauptsächlich in Europa, seine Engagements führen ihn aber auch in den Mittleren Osten, die Länder der GUS, Brasilien und in die USA. 
Seit 1995 wirkt er bei Klaus Doldingers Band Passport mit. Weiterhin arbeitete er u. a. mit Musikern wie Al Di Meola, Pee Wee Ellis, Roy Ayers, Graham Haynes, Paquito D’Rivera, Jazz Baltica Essemble, Barry Wedgle, Harald Haerter and the Intergalactic Maiden Ballet, Kurtis Blow, Tshala Muana, Charlotte Mbango, Peter O’Mara, Martin Scales, Patrick Scales, Michael Hornek, Joo Kraus, Jojo Mayer, Milk & Sugar, Wolfgang Haffner, Adrian Mears, Roberto di Gioia, Christian Lettner, Brice Wassy, Lisa Fitz, Falk Willis und Johannes Enders zusammen.
Bei Produktionen von Cornelius Claudio Kreuschs BlackMudRecords spielte Biboul auf diversen Aufnahmen, wie zum Beispiel: a.f.r.i.c.a.m.b.i.e.n.t. und Fefe neben Salif Keitah, Richard Bona, Wil Calhoun, Herbie Hancock, Greg Osby und Marvin Smitty Smith.
Bibouls Projekt Soleil Bantu ist ein musikalisches Porträt seiner multikulturellen Geschichte – von seiner Kindheit in Kamerun bis hin zu seiner Arbeit als internationaler Musiker. Die Band ist mit hochkarätigen Musikern der europäischen Jazzszene besetzt. Gespielt wird eine Mischung aus Elementen des Afrobeat und Jazz. Das Zusammenspiel in dieser Polyrythmie ermöglicht eine große Improvisationsvielfalt. Biboul singt auf Ewondo, seiner Muttersprache sowie auf Englisch und Französisch.

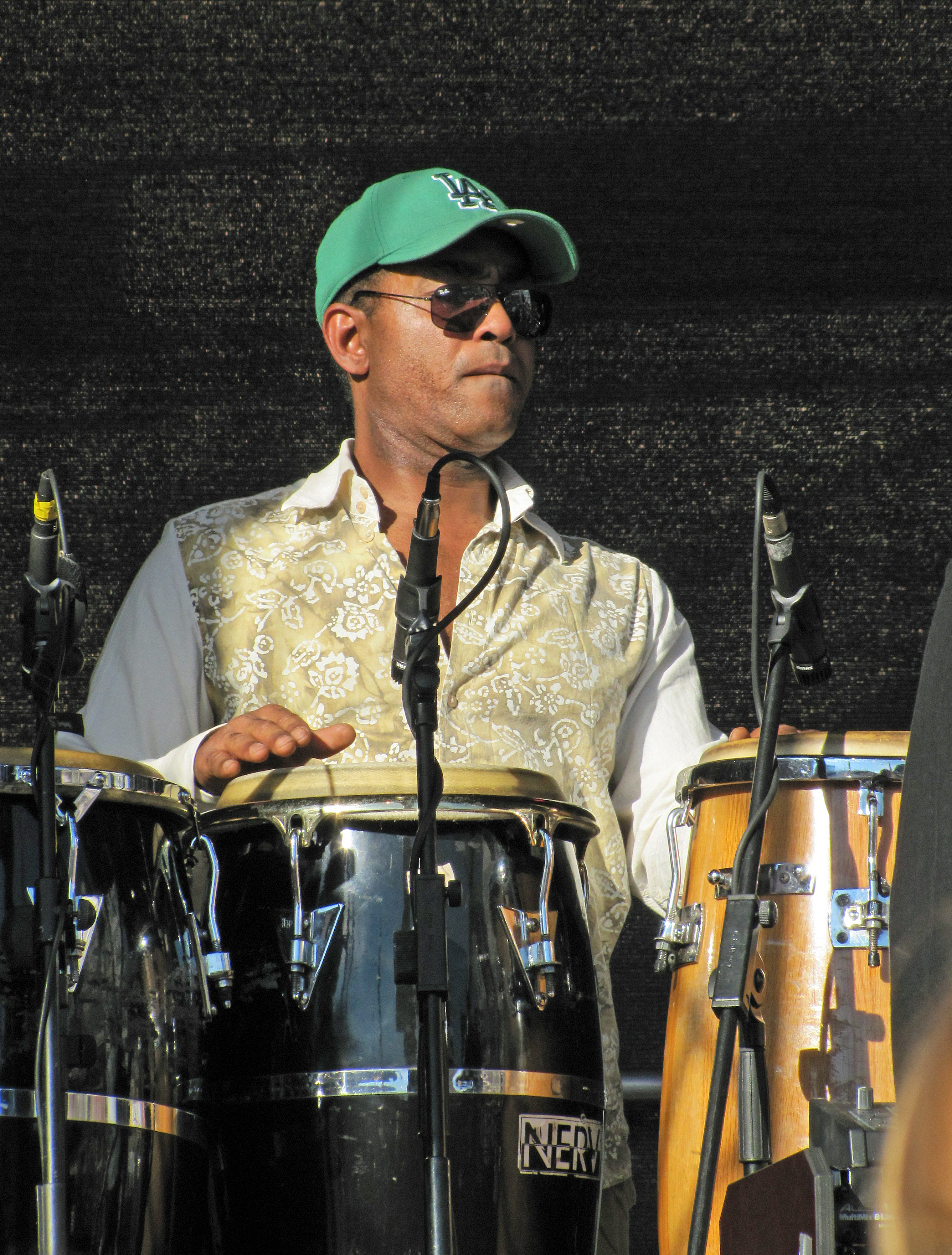
2010 mit Doldingers „Passport“

## Privatleben
Biboul Darouiche lebt nach Etappen in München, Kopenhagen und Paris erneut in München.
Sein 1999 geborener Sohn Shivan Darouiche ist als Rapper unter dem Pseudonym Badchieff aktiv.

## Diskographie
- Soleil Bantu, Message from the Trees, Unit Records (2013)
- Klaus Doldinger Passport, Inner Blue, Warner Music Group (2011)
- Klaus Doldinger Passport, Symphonic Project, Warner Music Group (2011)
- Passport, On Stage, Warner (2008)
- Passport, Passport To Morocco, Warner (2006)
- Biboul Darouiche - Soleil Bantu, Africa is Calling GHM/ZYX (2006)
- Cusco, "Ancient Journeys", Virgin (2006)
- Pee Wee Ellis, Different Rooms, Skip Records (2005)
- The Voodoo Gang, Return of the Turtle Enja (2005)
- Cornelius Caudio Kreusch, "a.f.r.i.c.a.m.b.i.e.n.t", Black Mud Sound (2004)
- Passport, Back To Brazil, Warner (2003)
- Notwist, "Neon Golden", City Slang (2002)
- Jenny Evans, "Gonna go fishing", Enja Records (2002)
- Cornelius Claudio Kreusch, "FeFe", Black Mud Sound (2002)
- Peter Schärli, "April Works", Unit Records (2000)
- Passport, Live, Warner (2000)
- Passport, Move, Warner (1998)
- Passport, "to Paradise", Atlantic/Wea (1997)
- Scales Brothers, Our House, Enja (1997)
- Brice Wassy, "Nga Funk", Melt Music Phase Two (1996)
- Barry Wedgle, "San Souci", Exit Records (1995)
- Babamadu, Bitama, Enja Records, Bellaphon (1995)
- Passport, "Heavy Nights", Eastwest (Warner) (1986)
- The Voodoo Gang, "Elephants Wedding", Enja Records (1984)